# Соломчук, Дмитрий Викторович
Дмитрий Викторович Соломчук (укр. Соломчук Дмитро Вікторович; род. 1 октября 1980, Ровно) — украинский политик. Народный депутат Украины IX созыва.

## Биография
Родился 1 октября 1980 года в городе Ровно республики Украина. С 1987 по 1994 годы учился в школе № 11. С 1994 по 1997 годы учился в школе № 4.
В 2003 году окончил обучение в Ровенском кооперативном экономико-правовом колледже. С 2005 года работал товароведом-коммерсантом, занимался розничной торговлей в специализированных магазинах.
В 2006 году основал компанию "Агро-Центр", которая занимается изготовлением и продажей запчастей к сельскохозяйственной технике.
В 2014 году основал и стал председателем общественной организации "Время-действий".
С 2016 года совладелец компании ООО «Могул Лубрикантс». Основной вид деятельности фирмы: розничная торговля горючим.
В 2018 году окончил Ровенский филиал Национальной академии внутренних дел Украины, по специальности «Правоведение».
7 сентября 2021 года представлял Украину на 30-м Экономическом форуме в Польше, который проходил в городе Карпач.

## Политическая деятельность
В 2019 году был избран народным депутатом от партии "Слуга народа" на парламентских выборах, № 32 в списке.
Член Комитета Верховной Рады по вопросам аграрной и земельной политики.
Член партии «Слуга народа».
На президентских выборах 2019 года Соломчук возглавлял штаб команды Зеленского и был его представителем на Ровенщине. После победы Зеленского стал официальным представителем Президента в Ровенской области.

## Семья
- Жена: Елена Степановна Соломчук (Степанюк).
- Сын: Дамиан (род. 2016).